# Brunn Carriage Manufacturing Company
Brunn Carriage Manufacturing Company war ein US-amerikanisches Unternehmen.

## Unternehmensgeschichte
Henry Brunn gründete 1882 das Unternehmen in Buffalo im US-Bundesstaat New York zum Bau von Kutschen. Ab 1898 arbeitete sein Neffe Hermann A. Brunn im Unternehmen, der sich später mit Brunn & Company selbstständig machte. 1906 begann die Produktion von Automobilen. Der Markenname lautete Brunn. Aus den Verkaufskatalogen verschwanden die Automobile gegen Ende des Jahres. Bis 1911 entstanden weiterhin Kraftfahrzeuge nach Kundenbestellungen. Für 1910 ist ein Fahrzeug überliefert, das als Clark Electric bezeichnet wurde. Danach entstanden noch Karosserien. 1932 wurde das Unternehmen aufgelöst.

## Kraftfahrzeuge

### Markenname Brunn
Das einzige Modell war ein Elektroauto. Phaeton-Stanhope, Inside Drive Coupé und Brunn Station Wagon waren die Aufbauten von 1906.

### Markenname Clark Electric
Das Model A entstand wahrscheinlich für einen Auftraggeber namens Clark. Ein Elektromotor von Westinghouse mit 3,5 PS Leistung trieb über eine Kardanwelle die Hinterachse an. Die Batterie kam von Niagara und hatte 28 Zellen. Das Fahrgestell hatte 269 cm Radstand. Der offene Runabout bot Platz für drei Personen.

## Übersicht über Pkw-Marken aus den USA, dieClarkbeinhalten
| Marke          | Hersteller                           | Vermarktungsbeginn | Vermarktungsende | Ort, Bundesstaat           |
| -------------- | ------------------------------------ | ------------------ | ---------------- | -------------------------- |
| Clark          | Clark Manufacturing Company          | 1897               | 1901             | Moline, Illinois           |
| Clark          | Edward S. Clark Steam Automobiles    | 1900               | 1909             | Boston, Massachusetts      |
| Clark          | A. F. Clark & Company                | 1903               | 1905             | Philadelphia, Philadelphia |
| Clark          | Clark Motor Car Company              | 1910               | 1912             | Shelbyville, Indiana       |
| Clark          | Furgason Motor Company               | 1910               | 1911             | Lansing, Michigan          |
| Clark Electric | Toledo Electric Vehicle Company      | 1909               | 1910             | Toledo, Ohio               |
| Clark Electric | Brunn Carriage Manufacturing Company | 1910               | 1910             | Buffalo, New York          |
| Clark-Hatfield | Clark-Hatfield Automobile Company    | 1908               | 1909             | Oshkosh, Wisconsin         |
| Clark-Norwalk  | Norwalk Motor Car Company            | 1910               | 1910             | Norwalk, Ohio              |
| Clarkmobile    | Clarkmobile Company                  | 1903               | 1904             | Lansing, Michigan          |